# E-polilisina
La ε-polilisina è un piccolo omo-polipeptide dell'amminoacido essenziale lisina prodotto da fermentazione batterica. L'epsilon (ε) incluso nel nome indica il sito di legame delle molecole di lisina, che a differenza dei normali peptidi legati tramite il gruppo in posizione α, gli amminoacidi sono qui legati tramite il gruppo amminico in ε e il gruppo carbossilico per mezzo di legame ammidico.

## Struttura e funzioni chimiche
La ε-polilisina è un omo-polipeptide di approssimativamente 25 ~ 30 residui L-lisinici.
La polilisina appartiene al gruppo dei tensioattivi cationici. In acqua la polilisina contiene gruppi amminoacidici carichi positivi. Come altri composti tensioattivi ha la capacità di inibire la crescita microbiotica. La ε-polilisina è assorbita elettrostaticamente sulla superficie batterica che causa lo smembramento della membrana esterna. Questo può portare a un'anomala distribuzione del citoplasma causando danni cellulari.

## Produzione
La produzione di polilisina per naturale fermentazione è presente in ceppi di Streptomyces. Il ceppo Streptomyces albulus è il più frequente in letteratura e per la produzione commerciale di ε-polilisina.